# Duranci Béla
Duranci Béla, Bela Duranci (Bács, 1931. július 5.–Szabadka, 2021. július 1.) vajdasági magyar művészettörténész.

## Pályafutása
Gimnáziumi tanulmányait Zomborban kezdte, Szabadkán érettségizett. 1959-ben kezdett dolgozni a szabadkai Városi Múzeumban, ezzel párhuzamosan a belgrádi Bölcsészettudományi Kar művészettörténeti tanszék levelezős tagozatán tanult, 1963-ban diplomázott (disszertációjának címe: Román stílus a magyar építészetben és szobrászatban). 1969-től művészettörténész a szabadkai Városi Múzeumban, emellett a Képzőművészeti Találkozó szervezésében is részt vett.  
1975-től a szabadkai Kultúrotthonban vállalt állást, ahol a Tartományi Műemlékvédelmi Intézet külső munkatársaként is dolgozott. Lévay Endre építésszel műemlékvédelmi bizottságot szervezett a városban. 1980-ban alakult meg a Községközi Műemlékvédelmi Intézet, ahonnét 1984-ben vonult nyugdíjba.  
1961-ben műkritikusként kezdett publikálni (közel 500 írása jelent meg); 1977-től a Híd folyóirat állandó képzőművészeti kritikusa lett.
A jugoszláviai és magyarországi művészettörténeti tanácskozások rendszeres résztvevője. Szakterülete a Vajdaság képzőművészete és építészete – kiemelten a szecessziós építészet –, a művésztelepek munkája, a Szabadkához kötődő művészek, ill. köztéri műalkotások.

## Főbb művei
- A vajdasági építészeti szecesszió; ford. Bordás Győző et al.; Forum, Újvidék, 1983
- Duranci Béla–Stevan Lazukić: Oromi szállások / Salaši Oroma; szerbre ford. Brasnyó István; Vajdasági Agrotechnikai Egyesület, Orom, 1984
- Duga nad akademijom; Savremena galerija centra za kulturu "Olga Petrov", Pančevo, 1991 (Biblioteka "Ka umetnosti")
- Farkas Béla; szerbre ford. Náray Éva; Forum, Újvidék, 1999
- Bela Duranci–Vera Gabrić Počuča: Javni spomenici opštine Subotica / A szabadkai község köztéri emlékművei; szerbre ford. Mácsai Tibor, Németh János; Međuopštinski zavod za zaštitu spomenika kulture, Szabadka, 2001
- Subotica / Szabadka; fotó Basch István, szöveg Duranci Béla, szerbre ford. Horváth Rice Valéria et al.; Grafoprodukt, Subotica, 2002
- Petrik Pál; szerbre ford. Náray Éva; Forum, Újvidék, 2004
- Između minulog i pretećeg. Dnevničke beleške od 21. marta 2003. do 7. oktobra 2005; Grafoprodukt, Subotica, 2005
- Önéletrajz Kondor Bélával. Naplójegyzetek, 1962–2008; MissionArt Galéria–Miskolci Galéria Városi Művészeti Múzeum Nkft., Miskolc, 2013
- A vajdasági építészeti szecesszió; ford. Bordás Győző et al.; Grafoprodukt, Szabadka, 2005
- Arhitektura secesije u Vojvodini; Grafoprodukt, Subotica, 2005
- Pechán József. 1875–1922 / Jožef Pehan; tan., képvál. Bela Duranci és Bordás Győző, szerbre ford. Gerold Ákos et al.; Forum, Újvidék, 2008
- Mojak Aranka Ari; tan. Bela Duranci, szerbre ford. Nagy Klára, szerk. Solymosy Lajos; Solymosy, Topolya, 2015
- Bela Duranci–Maja Rakočević Cvijanov–Vera Gabrić Počuča: Javni spomenici opštine Subotica II., 2001–2012; szerbre ford. Kolár Heléna; Međuopštinski zavod za zaštitu spomenika kulture, Subotica, 2015